# Бельгийское анонимное общество электрического освещения С.-Петербурга
Бельгийское анонимное общество электрического освещения С.-Петербурга — существовавшая до революции совместная российско-бельгийская  компания, во времена «электрического бума» конца XIX в. открывшая одну из трёх крупнейших электростанций в Санкт-Петербурге. Полное наименование — Societe Anonyme  «Eclairage Electrique de St. Petersbourg».

## История

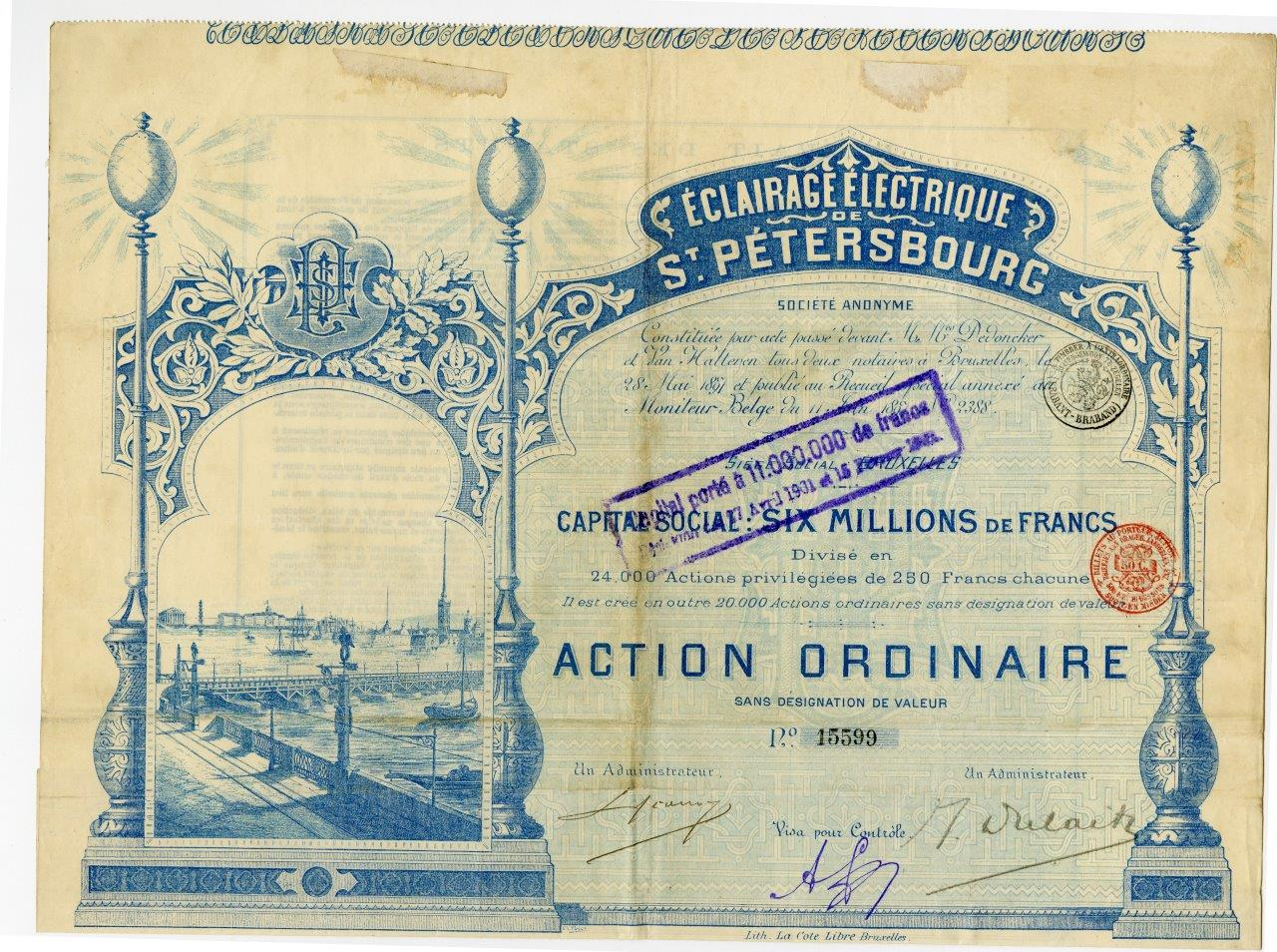
Акция обыкновенная на предъявителя, без объявления стоимости, Бельгийского анонимного общества электрического освещения Санкт-Петербурга. 1897 г.

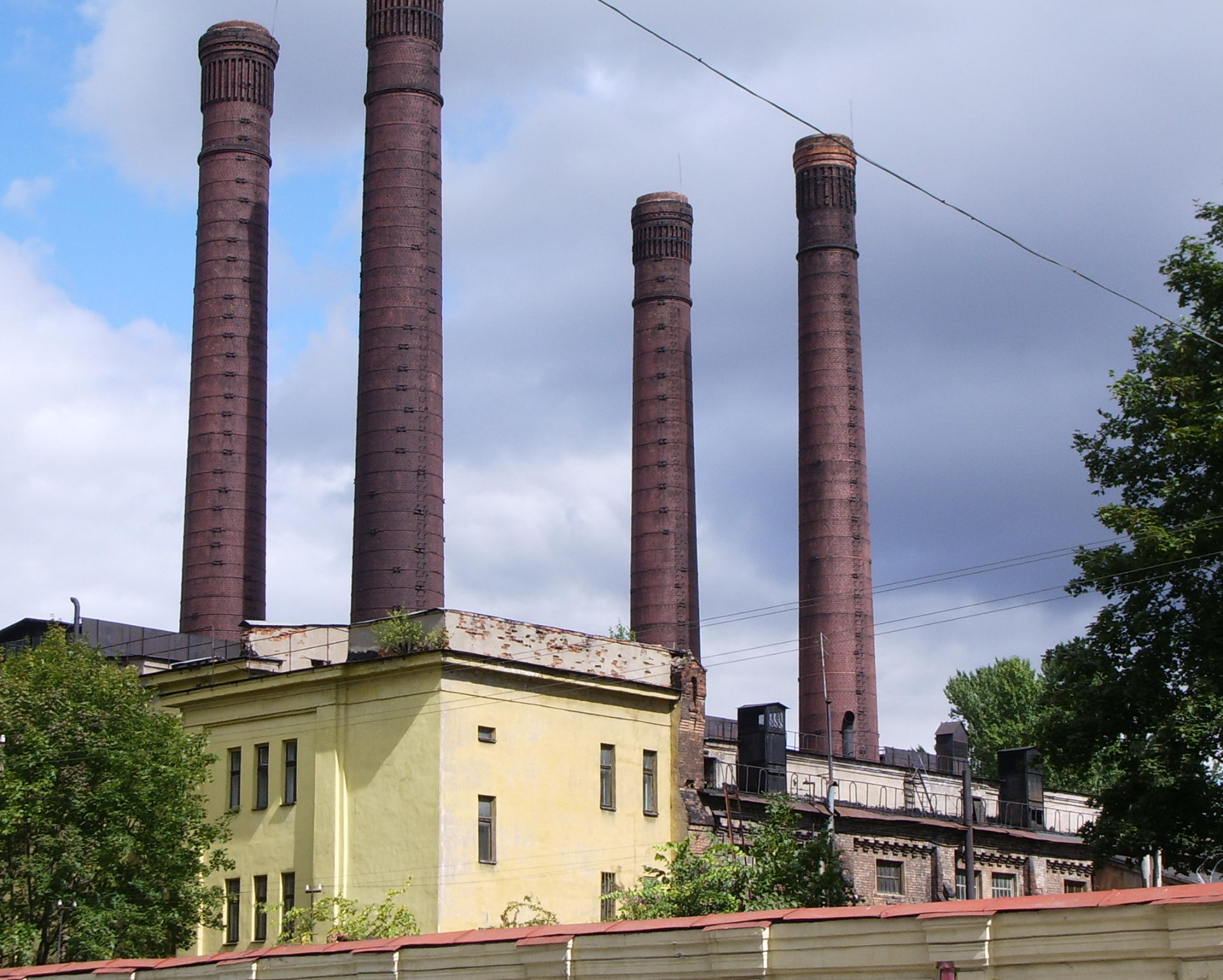
ЭС-3 Центральной ТЭЦ (бывшая электростанция Бельгийского анонимного общества освещения С.-Петербурга)

Изначально зарегистрированная в 1897 г. компания называлась «Шматцер и Гуэ» — по имени своих основателей, австрийского подданного Ф. Шматцера и его партнёра, Александра Александровича Гуэ, бельгийца по происхождению, инженера, петербургского купца 1-й гильдии. Фирмой «Шматцер и Гуэ», действовавшей под патронажем бельгийской военной миссии и впоследствии трансформировавшейся в Анонимное общество электрического освещения, с Городской управой Санкт-Петербурга было заключено концессионное соглашение сроком на 50 лет и получено разрешение на строительство центральной электростанции (ЦЭС) на набережной реки Фонтанки.
Электростанция Бельгийского анонимного общества электрического освещения была торжественно пущена в эксплуатацию 22 мая 1898 года. Первая паровая машина имела мощность 350 кВт, в конце 1901 г. было установлено уже 18 машин общей мощностью 5500 кВт. В 1903 г. на станции заработала первая паровая турбина «Парсонс» (650 кВт).
В 1911—1914 гг. были установлены семь котлов системы «Бабкок-Вилькокс» и шесть котлов фирмы «Фицнер и Гампер» с ручными угольными топками, а в машинном отделении трудились 10 вертикальных паровых машин и 6 турбин «Парсонс» общей мощностью порядка 18 тысяч кВт.
Станция является пионером промышленной теплофикации в России. От неё был проложен первый теплопровод к дому № 96 по набережной реки Фонтанки.
Снабжавшее город электроэнергией и при советской власти, энергетическое предприятие бывшего Бельгийского анонимного общества продолжает работать и в наши дни. Ныне это ЭС-3, наряду с двумя другими старейшими электростанциями России, образующая Центральную ТЭЦ Санкт-Петербурга.
ЭС-3 Центральной ТЭЦ снабжает электрической и тепловой энергией промышленные предприятия, жилые и общественные здания Центрального, Московского, Фрунзенского и Адмиралтейского районов Санкт-Петербурга. В зоне обслуживания станции находятся около 500 тыс. человек.